# Swan Song (film, 2021, Todd Stephens)
Pour les articles homonymes, voir Swan Song.
Pour le film de 2021 de Benjamin Cleary, voir Swan Song (film, 2021, Benjamin Cleary).
Pour plus de détails, voir Fiche technique et Distribution.
Swan Song est un film américain réalisé par Todd Stephens, sorti en 2021.

## Synopsis
Un coiffeur âgé traverse la ville pour coiffer une dernière fois les cheveux d'une de ses clientes fidèles avant son enterrement.

## Fiche technique
- Titre : Swan Song
- Réalisation : Todd Stephens
- Scénario : Todd Stephens
- Musique : Chris Stephens
- Photographie : Jackson Warner Lewis
- Montage : Spencer Schilly et Santiago Figueira W.
- Production : Eric Eisenbrey, Stephen Israel, Tim Kaltenecker et Todd Stephens
- Société de production : House of Gemini et Luna Pictures
- Pays de production :  États-Unis
- Genre : Drame
- Durée : 105 minutes
- Dates de sortie : 
  - États-Unis : 6 août 2021

## Distribution
- Udo Kier : Pat Pitsenbarger
- Jennifer Coolidge : Dee Dee Dale
- Linda Evans : Rita Parker Sloan
- Michael Urie : Dustin
- Ira Hawkins : Eunice
- Stephanie McVay : Sue
- Tom Bloom : M. Shanrock
- Justin Lonesome : Miss Velma
- Thom Hilton : Gabriel
- Shanessa Sweeney : Ro Ro
- Bryant Carroll : Lyle
- Shelby Garrett : Evie
- Catherine L. Albers : Janie
- Dave Sorboro : Josiah
- Roshon Thomas : Shaundell
- Annie Kitral : Gertie
- Eric Eisenbrey : David
- Jonah Blechman : Tristan

## Accueil
Le film a reçu un accueil favorable de la critique. Il obtient un score moyen de 66 % sur Metacritic.